# Страпацада
Страпацада (грец. Στραπατσάδα) — найпопулярніша страва в багатьох регіонах Греції через доступність та низьку вартість інгредієнтів. Назва походить від італійського слова «strapazzare», що означає розбити яйце і перемішати під час приготування.
Готується зі свіжих помідорів, яєць та оливкової олії. Її часто готують «на швидку руку» і подають на обід або легку закуску; проте її також можна подавати холодним. Страва також відома як kagianas, koskosela (на Кікладах) або менемен (турецький варіант).
Готується страпацада швидко і легко: нарізані або протерті помідори обсмажуються на сковороді з оливковою олією й перцем, поки вони не стануть густим соусом. Потім додають збиті яйця і перемішують. При бажанні можна додати сир фета безпосередньо перед вимкненням вогню (сіль зазвичай не потрібна, якщо використовується фета). В якості приправи можна використовувати орегано, чебрець або інші сушені трави.
Страва особливо популярна влітку, коли в достатку свіжі помідори.